# Nedjeljko Nedić
Nedjeljko Nedić (Tolisa kraj Orašja u BiH, 18. studenoga 1962.), hrvatski arheolog, zagonetač, slobodni novinar, publicist, urednik izdanja, kulturni djelatnik, voditelj i narodoznanac.

## Životopis
Rođen u Orašju od Đure i Ruže r. Damjanović. U rodnom selu okončao je osnovnu, gimnaziju u Orašju, a studij arheologije na Filozofskome fakultetu u Beogradu. Diplomirao je temom „Bosanska Posavina u antici“ koju je obranio 1987. kod Aleksandra Jovanovića i stekao zvanje dipl. arheologa. Na prvim višestranačkim izborima prosinca 1990. kao kandidat HDZ–a BiH izabran je u saziv Općinskoga vijeća Orašje s mandatom sve do sredine listopada 1996. Aktivan sudionik Domovinskoga rata u BiH od 17. travnja 1992. kao pripadnik 106. Oraške brigade HVO–a. Ranjen je 22. rujna 1992. 1993. zaposlio se na mjestu voditelja povjerenstva za iseljeništvo pri HVO–u općine Orašje. 15. veljače 1994. – 20. studenoga 1997. obnašao je dužnost glavnoga i odgovornoga urednika Radiopostaje Orašje, čiji je ravnatelj od 21. studenoga 1997. do 5. veljače 2016. godine. Član prvoga saziva Skupštine Veležupe Posavske, današnje Županije Posavske. Od 1998. do 2006. predsjednik je HKD Napredak podružnice Orašje. U tomu sam razdoblju uredio više od 20 knjiga. Danas je vojni umirovljenik HVO–a i umirovljenik. Danas živi u Ugljari kraj Orašja. Nositeljem je Srebrne plakete Crvenoga križa F/BiH za 50 davanja krvi.
Urednik kalendara Znameniti Hrvati Bosanske Posavine od 1998. godine. Priređivačem kalendara „Naše kapelice“ (2013.), „Naše najstarije drveće“ (2013.), „Ženske narodne nošnje Županije Posavske“ (2014.), „Hrvatske ženske narodne nošnje“ (2016.), „Bošnjački narodni kalendar 2016.“, „Hrvatice u narodnim nošnjama 2017.“, „Bošnjački narodni kalendar 2017.“, „Crkve i kapele oraške općine 2018.“, „Bošnjački narodni kalendar 2018.“, jednolistnih zidnih i džepnih kalendara od 2011. te godišnjaka ZD „Raščica“ i ANK „Jelenovi manekeni“ od 2002. Suosnivač Zagonetačkoga društva Raščica i njegov jedini predsjednik od 2001. Članom sam Organizacijskoga odbora kulturne priredbe Dani Tolise od 2007., tajnikom Amaterskoga nogometnog kluba Jelenovi manekeni od 1987. i članom Upravnoga vijeća Udruge građana DIV od 2009.
Enigmatikom se bavi od 1980. godine. Prvi enigmatski Nedićev rad bila je premetaljka. Objavio ju je u Vjesnikovu kvizu 9. srpnja 1980. godine. Prvu križaljku objavio je u bjelovarskom Mini Čvoru 10. lipnja 1981. Od 7. prosinca 1982. je član bjelovarskog Enigmatskoga udruženja (Zagonetačkoga društva) Čvor iz Bjelovara. Do danas je objavio više od 13.000 raznih zagonetaka. Nedić je surađivao u časopisima: 
- bjelovarskim: Mini Čvor, Čvor križaljka, Skandi Čvor, ZEZ, Pop skandi, Extra talijanke, Vic skandi, Čvor razbibriga,  Najskandi, Hit skandi i Osmosmjerka
- zagrebačkim: Vjesnikov kviz, Džoker, Kvizorama Mozaik, 15 križaljki, Džepni džoker, Enigma, Džokerova razonoda, Kviz, Dama džoker itd, Križaljka kviz, Kviskoteka, 50 Skandi i 101 Skandi
- somborskim: Somborske ukrštenice i Spektar
- vinkovačka: Pitalica,
- sarajevski: Orbis, Skandi sezam i Sezam
- iz ostalih Eureka Gornji Milanovac, banjolučki HIK, Zagonetka i ZEN iz Zvornika, beogradska Enigma, riječki Izazov, osječka Slova do krova, loznički Marbo, skopski Kviz.

Surađivao je u brojnim nezagonetačkim listovima kao što su: Mali koncil, Plehan, Profit, Lozničke novine, Novosti sedam dana, Osječki dom i Slavonski dom (Osijek), Naša zajednica (Vis), Crkva u malom (Zagreb), Posavska Hrvatska (Slavonski Brod), Sinovi Posavine (bilten 4. GMtBr HVO–a), Hrvatski list i Hrvatska riječ (oba Mostar), Glasnik FRAME župe Tolisa, Glas Slavonije, Naši pokušaji i Ekolist (glasila osnovne škole Fra Ilije Starčevića u Tolisi), NG novine (Nova Gradiška), Oglasnik (Osijek), Slobodna Dalmacija, Dom (Domaljevac), Glasnik HSS–a Orašje, Dnevni list, Inpuls (glasilo HT Eroneta Mostar) i Bobovac (glasilo HKD–a Napredak podružnice Vareš). Urednik enigmatskih rubrika u Posavskome glasniku i Posavskome listu (oba Orašje), Branimiru – glasilu UDiVDR H-B i časopisu Nove Ravne kojega je izdavala općina Ravne–Brčko, te emisiju Radiokrižaljka i Naše zagonetke–vaše odgonetke na Radiopostaji Orašje. Danas surađuje u Kvizorami (Zagreb), Feniks, Super Feniks,Skandi Feniks i Super Skandi Feniks (sva četiri Rijeka). Uređuje Posavske enigmatske novine (PEN) – enigmatski povremenik ZD „Raščica“ Orašje.

## Natjecanja
Pobjede na natjecanjima:
- Pobjednikom Prvenstva Hrvatske u enigmatici 1998. u organizaciji lista Kviskoteka
- Pobjednik Memorijala Pavle–Libran 2001. i 2010. kojega priređuje časopis Kvizorama.

Najuspjeliji Nedićevi noviteti: osmosmjerna križaljka, slogovnica bez ostatka, ukrižana priča, skandi s pomicaljkom, osmosmjerne asocijacije, slogovna potiraljka, tristih, slogovnica bez vodoravno i okomito, štit 6 x 8 bez ostatka, potirajna osmosmjerka, haikuoidne zagonetke, slogovna pomicaljka, velika četvorka (logogrifne križaljčice), križaljka sa suglasničkim i samoglasničkim skupinama, dijagonalka, abecedna šifromanka, stihovna potiraljka, skandi trisocijacije, slogovna prstenasta križaljka, jednovokalne sužavaljke, prstenova skandi, petoslovka, nizaljka, dijagonalnica, talijanka s prečkama i crnim poljima i kriptodiferencijal.
Nedićevi zagonetački rekordi:
- Objavio je najveću križaljku u BiH siječnja 2007. bruto dimenzija 67 x 99 (neto 66 x 98) polja s ukupno 6.633 polja i 2.042 riječi.[2]
- Ožujka 2016. objavio je mamutsku skandinavku dimenzija 14 x 771 (10.794 polja bruto), 13 x 770 neto (10.010 polja) s 3.272 riječi i 1.427 crnih polja.
- maksipotiraljke (Ljetni kviz iz 1989.)
- skandinavke sa sedmeroslovnom čahurom „MARTINE“ (Kviskoteka broj 293 od 23. V. 2000.)
- prstenaste križaljke 23 x 13 u kojoj su sve okomite riječi trinaestice (Kviskoteka zima, 2003.)
- križaljke sa šest uzastopnih riječi od 10 slova (Feniks broj 199, 25. VII. 2002.)
- skandinavke s čahurom "USTINOV" (Skandifeniks broj 399, 8. III. 2007.)
- indirekta s odgonetkom od 19 slova (Kvizorama broj 782, 31. III. 2007.)
- križaljke sa šest uzastopnih riječi od 13 slova (Feniks broj 374, 27. VIII. 2009.)
- križaljke s pet uzastopnih dvadesetica (Kvizorama broj 1000, 4. VI. 2011.)
- pomicaljke s 10 odgonetaka (Kvizorama broj 1104, 1. VI. 2013.)
- križaljke s četirima bjelinama 7 x 7 (Feniks broj 516, 16. X. 2014., str. 44 i 45)
- ponavljaljke s 26 upisa četveroslova GORE (Feniks broj 547, 24. XII. 2015.)
- križaljke s bjelinom 4 x 27 (Kvizorama broj 1261, 4. VI. 2016.)
- potpune tematske pomicaljke (Kvizorama broj 1277, 24. IX. 2016.)
- slogovne četvorine 6 x 6 (s Borisom Babičem, Kvizorama broj 1296, 4. II. 2017.)
- proširene križaljke 8 x 8 (s Borisom Babičem, Kvizorama broj 1298, 18. II. 2017., str. 12)
- križaljke s bjelinom 7 x 10 (s Borisom Babičem, Super Feniks broj 88, 29. VI. 2017., str. 29)
- skandinavke sa sedmoslovnom čahurom "ANDRIJA" (Skandi Feniks broj 966, 16. I. 2018.) i
- križaljke s bjelinom 23 x 5 (s Antunom Jurićem, Kvizorama broj 1391, 1. XII. 2018., str. 32).

## Djela
Kao publicist i književnik objavio je 39 djela:
1.) „Enigmatikon“ (Orašje, 2002.)
2.) „Amaterski nogomet u Ostružanima 1962 – 2002“ (Tolisa, 2002.)
3.) „Srebrena obljetnica Hrvatskoga radija Orašje“ (Ugljara, 2003.)
4.) „Sužavaljka i abecedni klin“ (Orašje, 2004.)
5.) „Pomicaljka“ (Ugljara, 2007.)
6.) „Imenoslov“ (Ugljara, 2008.)
7.) „Veseli bećarci“ (Ugljara, 2010.)
8.) „Posavsko sijelo 995“ (Ugljara, 2010.)
9.) „Pučki kalendar Ljeta Gospodnjega 2011.“ (Ugljara, 2010.)
10.) „Veseli bećarci“ (Porobića sokak u Ugljari, 2011.)
11.) „Pučki kalendar Ljeta Gospodnjega 2012.“ (Ugljara, 2011.)
12.) „Opisi za jednoslove“ (Ugljara, 2012.)
13.)„Pučki kalendar Ljeta Gospodnjega 2013.“ (Ugljara, 2012.)
14.) „Imenoslov“ (Ugljara, 2012.)
15.)„Jelenovi manekeni 50 godina poslije“ (Tolisa,Ostružani, srpnja, 2013.)
16.) „Pučki kalendar Ljeta Gospodnjega 2014.“ (Ugljara, prosinca 2013.)
17.) „Mudrozborište“ (Ugljara, ožujka 2014.)
18.) „Rječnik dvoslova“ (Ugljara, 2014.)
19.) „Pučki kalendar Ljeta Gospodnjega 2015.“ (Ugljara, 2014.)
20.) „Savo vodo, velika nezgodo ...“ (Ugljara, 9. kolovoza 2015.)
21.) „Haiku abecedarij“ (Ugljara, 2015.)
22.) „Pučki kalendar Ljeta Gospodnjega 2016.“ (Ugljara, 2015.)
23.) "Rjučnuk“ (Ugljara, rujna 2016.)
24.) "Pučki kalendar Ljeta Gospodnjega 2017." (Ugljara, prosinca, 2016.)
25.) "V" (Ugljara, siječnja 2017.)
26.) "Moji zagonetni stišići" (Ugljara, veljače 2017.)
27.) "Oči moje" (Tolisa, ožujka 2017.)
28.) "Pomicaljka" (Ugljara, svibnja 2017.)
29.) "Spomenica Vojne ratne bolnice Tolisa" (suautori Mandica Živković, Marko Matolić, Mato Nedić i Iljo Vukić, Orašje, 2017.)
30.) "Pučki kalendar Ljeta Gospodnjega 2018." (Ugljara, prosinca 2017.)
31.) "Lučki Legijaši" (Oštra Luka, 17. svibnja 2018.)
32.) „Kopiratelj potiraljke“ (Ugljara, 15. ožujka 2018.)
33.) "Pučki kalendar Ljeta Gospodnjega 2019." (Ugljara, 15. prosinca 2018.)
34.) "Ljuž" (Ugljara, 28. veljače 2019.)
35.) "Prvih 40 godina DVD-a Tolisa" (Tolisa, 19. ožujka 2019.)
36.) "Troslovni rječnik" (s Antunom Jurićem, Adžamovci-Ugljara, 23. travnja 2019.)
37.) "Leksikon naselja u Bosni i Hercegovini", Ugljara, 31. srpnja 2019.
38.) "stvrdnUt kUkUrUz U zgUsnUtU kUpUsU" (s Antunom Jurićem), Adžamovci-Ugljara, 8. kolovoza 2019.
39.) "Pučki kalendar Ljeta Gospodnjega 2020." (Ugljara, 15. prosinca 2019.)